# تلمبه زنگی‌آبادی (بردسیر)
تلمبه زنگی‌آبادی یک منطقهٔ مسکونی در ایران است که در دهستان نگار واقع شده‌است.